# (32183) 2000 ND19
2000 ND19 (asteroide 32183) é um asteroide da cintura principal. Possui uma excentricidade de 0.03293150 e uma inclinação de 3.15463º.
Este asteroide foi descoberto no dia 5 de julho de 2000 por LONEOS em Anderson Mesa.